# Mardihansu
Mardihansu is een plaats in de Estlandse gemeente Hiiumaa, provincie Hiiumaa. De plaats had geen inwoners meer in 2000 en één inwoner in 2011. In 2021 werd het aantal inwoners opgegeven als ‘< 4’. Ze heeft desondanks de status van dorp (Estisch: küla).
Mardihansu lag tot in oktober 2013 in de gemeente Kõrgessaare, daarna tot in oktober 2017 in de gemeente Hiiu en sindsdien in de fusiegemeente Hiiumaa.

## Geografie
Mardihansu ligt aan de Baai van Mardihansu, die naar het dorp is genoemd en een onderdeel is van de Oostzee.
De grens met het buurdorp Jõesuu loopt voor een deel langs de Tugimaantee 84, de secundaire weg van Emmaste naar Luidja.

## Geschiedenis
Mardihansu werd voor het eerst genoemd in 1726 als Tönnise Marti Hans, een boerderij op het landgoed van Kõrgessaare. In 1795 stond ze bekend als Marti Hanso, rond 1900 als dorp onder de Russische naam Мардіансо (‘Mardianso’).
Rond 1950 werd Mardihansu bij het buurdorp Jõesuu gevoegd. In 1997 werd het weer een zelfstandig dorp.